# 恩格尔斯基兴
恩格尔斯基兴（德語：Engelskirchen，發音：[ɛŋl̩sˈkɪʁçn̩]）是德国北莱茵-威斯特法伦州科隆行政区上贝格县的市镇，面积63.03平方千米，2023年12月31日人口为19,637人。